# Mistrzostwa Ameryki Środkowej i Karaibów w Lekkoatletyce 1991
13. Mistrzostwa Ameryki Środkowej i Karaibów w Lekkoatletyce – zawody lekkoatletyczne, które odbyły się w dniach 26-28 lipca 1991 w Xalapa-Enríquez.

## Rezultaty

### Mężczyźni
| Konkurencja                   | 1. miejsce                                                                  | Wynik    | 2. miejsce                                                                           | Wynik    | 3. miejsce                                                                  | Wynik    |
| ----------------------------- | --------------------------------------------------------------------------- | -------- | ------------------------------------------------------------------------------------ | -------- | --------------------------------------------------------------------------- | -------- |
| Bieg na 100 m                 | John Mair                                                                   | 10,56    | Eduardo Nava                                                                         | 10,70    | Henrico Atkins                                                              | 10,74    |
| Bieg na 200 m                 | Windell Dobson                                                              | 21,22    | Joseph Styles                                                                        | 21,38    | Eduardo Nava                                                                | 21,39    |
| Bieg na 400 m                 | Seymour Fagan                                                               | 46,11    | Carmel Walderon                                                                      | 46,56    | Anthony Wallace                                                             | 46,76    |
| Bieg na 800 m                 | Stevon Roberts                                                              | 1:49,63  | Luis Toledo                                                                          | 1:49,79  | Leobardo Pérez                                                              | 1:50,27  |
| Bieg na 1500 m                | Linton McKenzie                                                             | 3:48,83  | Sergio Rodríguez                                                                     | 3:49,09  | Gilberto Merchant                                                           | 3:51,71  |
| Bieg na 5000 m                | Armando Quintanilla                                                         | 14:17,00 | Rubén García                                                                         | 14:27,93 | Alberto Paredes                                                             | 14:48,73 |
| Bieg na 10 000 m              | Dionicio Cerón                                                              | 29:28,81 | Isaac García                                                                         | 29:52,59 | Alberto Paredes                                                             | 30:38,28 |
| Bieg na 3000 m z przeszkodami | Adalberto Vélez                                                             | 9:00,20  | Héctor Arias                                                                         | 9:12,10  | Dagoberto Yumán                                                             | 9:41,70  |
| Bieg na 110 m przez płotki    | Anthony Knight                                                              | 14,29    | Roberto Carmona                                                                      | 14,66    | Armando Jiménez                                                             | 15,23    |
| Bieg na 400 m przez płotki    | Domingo Cordero                                                             | 49,12    | Mark Thompson                                                                        | 51,52    | Raúl Huitrón                                                                | 51,60    |
| Sztafeta 4 × 100 m            | Meksyk Eduardo Nava · Genaro Rojas · Jaime López · Herman Adam              | 39,99    | Jamajka Windell Dobson · John Mair · Donovan Powell · Aston Morgan                   | 40,33    | Barbados Henrico Atkins · Terry Harewood · Seibert Straughn · Ronald Thorne | 40,59    |
| Sztafeta 4 × 400 m            | Barbados Terry Harewood · Stevon Roberts · Seibert Straughn · Ronald Thorne | 3:06,08  | Meksyk Raymundo Escalante · Eduardo Nava · Juan Josué Morales · Juan Jesús Guttiérez | 3:07,74  | Jamajka Seymour Fagan · Mark Thompson · Anthony Wallace · Aston Morgan      | 3:08,14  |
| Chód na 20 km                 | Alberto Cruz                                                                | 1:27:09  | Víctor Sánchez                                                                       | 1:30:10  | José León                                                                   | 1:41:53  |
| Skok wzwyż                    | Carlos Arzuaga                                                              | 2,11     | Jorge Martínez                                                                       | 2,05     | Alberto Valdéz                                                              | 1,95     |
| Skok o tyczce                 | Edgar Díaz                                                                  | 5,39     | Antonio García                                                                       | 4,90     | Guillermo Salgado                                                           | 4,90     |
| Skok w dal                    | Elmer Williams                                                              | 7,94     | Ron Chambers                                                                         | 7,88     | Craig Hepburn                                                               | 7,71     |
| Trójskok                      | Wendell Lawrence                                                            | 16,79    | Edward Cruden                                                                        | 15,70    | Gerardo Guevara                                                             | 15,37    |
| Pchnięcie kulą                | Francisco Ball                                                              | 17,50    | Carlos Rodríguez                                                                     | 14,93    | Jaime Comandari                                                             | 14,80    |
| Rzut dyskiem                  | Herbert Rodríguez                                                           | 46,46    | Francisco Ayala                                                                      | 44,74    | Dave Grant                                                                  | 42,04    |
| Rzut młotem                   | Guillermo Guzmán                                                            | 64,58    | Julián Núñez Ríos                                                                    | 45,62    | Daniel Marcial                                                              | 45,00    |
| Rzut oszczepem                | Juan de la Garza                                                            | 75,78    | Martín Castillo                                                                      | 69,92    | Kevin Smith                                                                 | 64,46    |
| Dziesięciobój                 | José Román                                                                  | 6438     | Armando Jiménez                                                                      | 6101     | N/A                                                                         | N/A      |

### Kobiety
| Konkurencja                | 1. miejsce                                                                        | Wynik    | 2. miejsce                                                                        | Wynik    | 3. miejsce          | Wynik    |
| -------------------------- | --------------------------------------------------------------------------------- | -------- | --------------------------------------------------------------------------------- | -------- | ------------------- | -------- |
| Bieg na 100 m              | Cheryl-Ann Phillips                                                               | 11,83    | Andria Lloyd                                                                      | 11,91    | Alejandra Flores    | 12,18    |
| Bieg na 200 m              | Merlene Frazer                                                                    | 23,63    | Vivienne Spence                                                                   | 24,03    | Alma Vázquez        | 25,08    |
| Bieg na 400 m              | Cathy Rattray-Williams                                                            | 53,37    | Catherine Scott                                                                   | 53,39    | Jessica de la Cruz  | 55,38    |
| Bieg na 800 m              | Angelita Lind                                                                     | 2:05,96  | Cathy Rattray-Williams                                                            | 2:07,43  | Irma Betancourt     | 2:07,44  |
| Bieg na 1500 m             | María Luisa Servín                                                                | 4:26,98  | Angelita Lind                                                                     | 4:31,65  | Bigna Samuel        | 4:32,61  |
| Bieg na 3000 m             | María Luisa Servín                                                                | 9:28,02  | Benita Pérez                                                                      | 9:51,22  | Trinidad Galeana    | 9:46,98  |
| Bieg na 10 000 m           | Paola Carrera                                                                     | 35:02,10 | Benita Pérez                                                                      | 35:04,75 | Trinidad Galeana    | 35:31,92 |
| Bieg na 100 m przez płotki | Gillian Russell                                                                   | 13,99    | Dionne Rose                                                                       | 14,00    | Mariana Carmona     | 15,03    |
| Bieg na 400 m przez płotki | Deon Hemmings                                                                     | 57,64    | Kareth Smith                                                                      | 59,19    | Larissa Soto        | 59,79    |
| Sztafeta 4 × 100 m         | Jamajka Merlene Frazer · Dionne Rose · Andria Lloyd · Cheryl-Ann Phillips         | 44,54    | Meksyk Alma Vázquez · Inés Pérez · Cristina Paniagua · Alejandra Flores           | 46,57    | N/A                 | N/A      |
| Sztafeta 4 × 400 m         | Jamajka Cathy Rattray-Williams · Catherine Scott · Vivienne Spence · Kareth Smith | 3:38,18  | Meksyk Lidia Medina · Erendira Villagómez · Violeta Navarro · Alejandra Quintanar | 3:48,16  | N/A                 | N/A      |
| Chód na 10 000 m           | María Colín                                                                       | 49:15,94 | Eva Machuca                                                                       | 50:02,72 | Rosario Sánchez     | 51:45,99 |
| Skok wzwyż                 | Cristina Fink                                                                     | 1,86     | Judy McDonald                                                                     | 1,76     | Rita Solís          | 1,70     |
| Skok w dal                 | Flora Hyacinth                                                                    | 6,65 =   | Dionne Rose                                                                       | 6,08     | Solange Ostiana     | 6,04     |
| Pchnięcie kulą             | Lillian Rivera                                                                    | 14,08    | Rosa Salas                                                                        | 12,93    | Dulce Flores        | 11,96    |
| Rzut dyskiem               | Lillian Rivera                                                                    | 48,52    | Laura Aguiñaga                                                                    | 45,06    | Verónica Peña       | 42,58    |
| Rzut oszczepem             | Laverne Eve                                                                       | 47,60    | Martha Blanco                                                                     | 42,56    | Carolina Valenzuela | 41,68    |
| Siedmiobój                 | Larissa Soto                                                                      | 4591     | Silvia Barreto                                                                    | 4231     | Lourdes Villanueva  | 3957     |

## Klasyfikacja medalowa
*   Gospodarz ( Meksyk)
| Miejsce | Reprezentacja                        | Złoto | Srebro | Brąz | Razem |
| ------- | ------------------------------------ | ----- | ------ | ---- | ----- |
| 1       | Meksyk*                              | 12    | 25     | 21   | 58    |
| 2       | Jamajka                              | 12    | 10     | 3    | 25    |
| 3       | Portoryko                            | 9     | 1      | 1    | 11    |
| 4       | Bahamy                               | 2     | 2      | 2    | 6     |
| 5       | Barbados                             | 2     | 0      | 2    | 4     |
| 6       | Gwatemala                            | 1     | 0      | 3    | 4     |
| 7       | Salwador                             | 1     | 0      | 2    | 3     |
| 8       | Wyspy Dziewicze Stanów Zjednoczonych | 1     | 0      | 0    | 1     |
| 9       | Dominika                             | 0     | 1      | 0    | 1     |
| 9       | Surinam                              | 0     | 1      | 0    | 1     |
| 11      | Saint Vincent i Grenadyny            | 0     | 0      | 1    | 1     |
| 11      | Panama                               | 0     | 0      | 1    | 1     |
| 11      | Antyle Holenderskie                  | 0     | 0      | 1    | 1     |
| Razem   | Razem                                | 40    | 40     | 37   | 117   |